# Sir Frederick Gray
Sir Frederick Gray é um personagem dos filmes da franquia cinematográfica de James Bond. Cavaleiro de Sua Majestade e ministro da Defesa do Reino Unido, ele aparece em seis filmes da série, entre 1977 e 1987.
Um dos integrantes da equipe de aliados habituais de 007, tem aparições pequenas mas contantes nos filmes, que duraram uma década, geralmente junto a seu subordinado, M, o chefe do MI-6, sempre interpretado pelo ator Geoffrey Keen.

## Filmes
Normalmente ao lado de M ou em seu próprio gabinete, o personagem é introduzido pela primeira vez em 1977, em 007 O Espião Que Me Amava, durante a crise do desaparecimento de dois submarinos nucleares, um britânico e um soviético. Fica claro que Bond o conhece e tem alguma intimidade com o ministro, pois numa conversa informal o chama de 'Freddie'. Ele e M voltam a aparecer ao fim do filme, junto com Q e o General Gogol, o chefe da espionagem soviética, ao testemunharem indignados Bond e a agente russa Anya Amasova juntos debaixo dos lençóis dentro de uma cápsula de salvamento em alto-mar.
Em 007 contra o Foguete da Morte, de 1979, ele aparece entrando num laboratório secreto na Itália, junto com M e Bond, todos usando máscaras de gás, que se mostram inúteis, pois o laboratório descoberto por 007 havia sido totalmente desativado pelo vilão Hugo Drax antes de sua chegada, e este os esperava tranquilamente no agora simples escritório. Ele reage indignado ao constrangimento, comentando com M que Bond deveria ser afastado do caso. Novamente, como no filme, anterior, Sir Gray aparece na última cena, desta vez testemunhando Bond embaixo dos lençóis com a cientista norte-americana e bond girl Holly Goodhead, em plena microgravidade espacial.
Em 007 Somente Para Seus Olhos (1981), Gray aparece ao lado do chefe-de-gabinete de M, Bill Tanner, tentando descobrir o que aconteceu com o navio-espião St. Georges. Mais uma vez, ao final do filme, ele é constrangido por 007, desta vez quando faz uma ligação entre a primeira-ministra Margaret Thatcher e o papagaio Max, pensando ser James Bond e é obrigado a cortar a ligação, furioso quando se dá conta do que Bond fez, colocando a ave na linha.
Em 007 contra Octopussy (1983) sua aparição é mais breve, apenas sugerindo a um especialista em arte e história, Jim Fanning, que acompanhe Bond ao leilão dos ovos Fabergé, essenciais na trama. Ao fim do filme, aparece novamente ao lado de M e do General Gogol.
Sir Frederick Gray também aparece no filme seguinte, o último de Roger Moore no papel de Bond, 007 Na Mira dos Assassinos (1985), desta vez conversando com Bond e M sobre Max Zorin, o vilão do filme, e sobre microchips. Ao fim do filme, é novamente visto com M e Gogol celebrando o fato de Bond ter impedido a destruição de Silicon Valley, nos Estados Unidos.
Seu último filme é também o primeiro de Timothy Dalton como James Bond. Em 007 Marcado para a Morte (1987), Gray aparece com M, Bond e o General Georgi Koskov numa casa secreta dos serviços de segurança, interrogando o general sobre sua suposta deserção para o Ocidente. Quando Koskov é raptado, ele esbraveja indignado considerando o MI-6 a piada dos serviços de inteligência e preocupado pelas explicações que deverá dar à primeira-ministra.